# Nikias (fältherre)

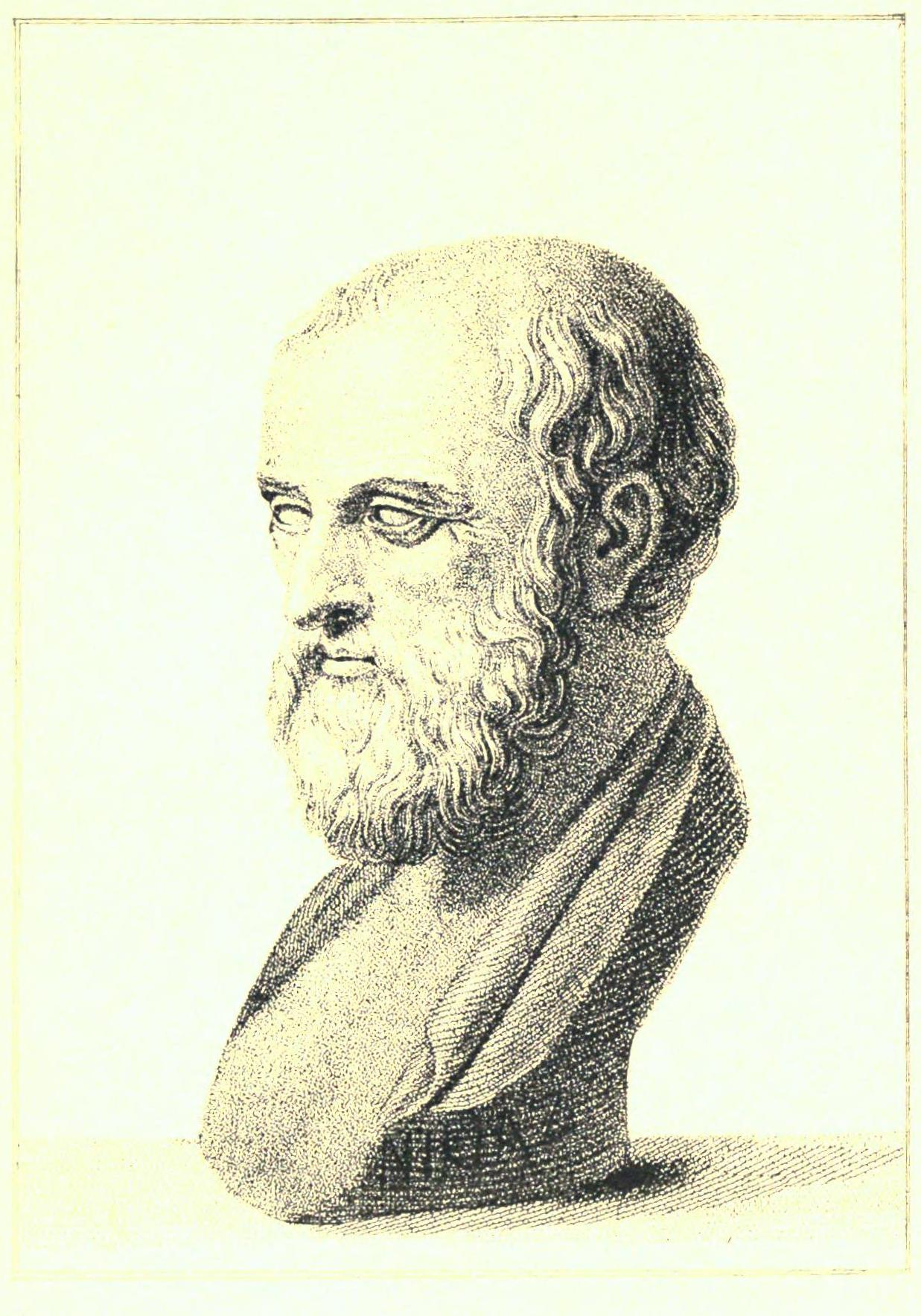
Nikias.

Nikias (grekiska Νικίας, latin Nicias) var en grekisk fältherre och statsman i Aten under senare delen av 400-talet f.Kr., son till Nikeratos. Hans bror Eukrates var även han fältherre. 
Nikias, som tillhörde en förnäm släkt, ägde stora rikedomar, vilkas frikostiga användande bidrog till den inflytelserika ställning han intog som en bland detaristokratiska och konservativa partiets ledare i Aten. Han utmärkte sig genom ett i hög grad redbart och fosterlandsälskande sinnelag. För övrigt saknade han i militäriska och statsmannavärv varken insikter eller duglighet, men väl felades honom snabbhet i uppfattningen och rask beslutsamhet, vilket i förening med vidskeplig tillit till orakelprästers och teckentydares förutsägelser utövade förlamande inverkan på alla hans företag och vållade, att det gynnsamma tillfället oftast gick honom ur händerna. 
Han hade under Peloponnesiska kriget flera gånger höga befäl, men hans strävan gick framför allt ut på att bilägga stridigheterna mellan Aten och Sparta, och efter den hänsynslöse och lidelsefulle folkledaren Kleons död lyckades han verkligen 421 f. Kr. åvägabringa avslutandet av en fred ("Nikias fred") på femtio år. Motpartiets stämplingar vållade dock, att de stadgade fredsvillkoren – återställandet av status quo – aldrig fullständigt uppfylldes, och efter få år utbröt kriget igen. Nikias motsatte sig av alla krafter den genom Alkibiades förespeglingar framkallade äventyrliga expeditionen till Sicilien (415); men när den en gång var beslutad, lät han förmå sig att vid sidan av Alkibiades och Lamachos mottaga överbefälet. 
Meningsskiljaktighet mellan anförarna inverkade redan från början ofördelaktigt på krigshändelsernas gång. Efter Alkibiades hemkallande (414) och Lamachos död vann emellertid Nikias, som genom klokt bedrivna underhandlingar bragt åtskilliga sicilianska stater på sin sida, betydande fördelar. Han erövrade Epipolai (en högt belägen stadsdel i Syrakusa), inneslöt den övriga staden både till lands och sjöss samt bragte den i det yttersta trångmål, då kriget genom ankomsten av en spartansk här och flotta under Gylippos tog en för atenarna avgjort ogynnsam vändning. Nikias' vidskepliga, av en månförmörkelse föranledda, tvekan vållade, att återtåget allt för sent anträddes, och under detsamma måste den 40 000 man starka attiska hären på nåd och onåd ge sig fången. Nikias och den till hans undsättning komne fältherren Demosthenes avrättades i Syrakusa (413).